# East European Volleyball Zonal Association
East European Volleyball Zonal Association (EEVZA), Wschodnioeuropejski Związek Piłki Siatkowej – regionalna organizacja sportowa, założona w 1998 roku, zrzeszająca 8 europejskich krajowych związków piłki siatkowej.
EEVZA jest odpowiedzialna za organizowanie regionalnych rozgrywek na szczeblu:
- klubowym:
  - Puchar EEVZA
  - Puchar EEVZA kobiet,
  - Puchar EEVZA mężczyzn,
- reprezentacyjnym:
  - mistrzostwa EEVZA juniorek,
  - mistrzostwa EEVZA juniorów,
  - mistrzostwa EEVZA kadetek,
  - mistrzostwa EEVZA kadetów.